# Chiarano (Arco)
Chiarano è una piccola frazione del comune di Arco in provincia autonoma di Trento.

## Geografia fisica

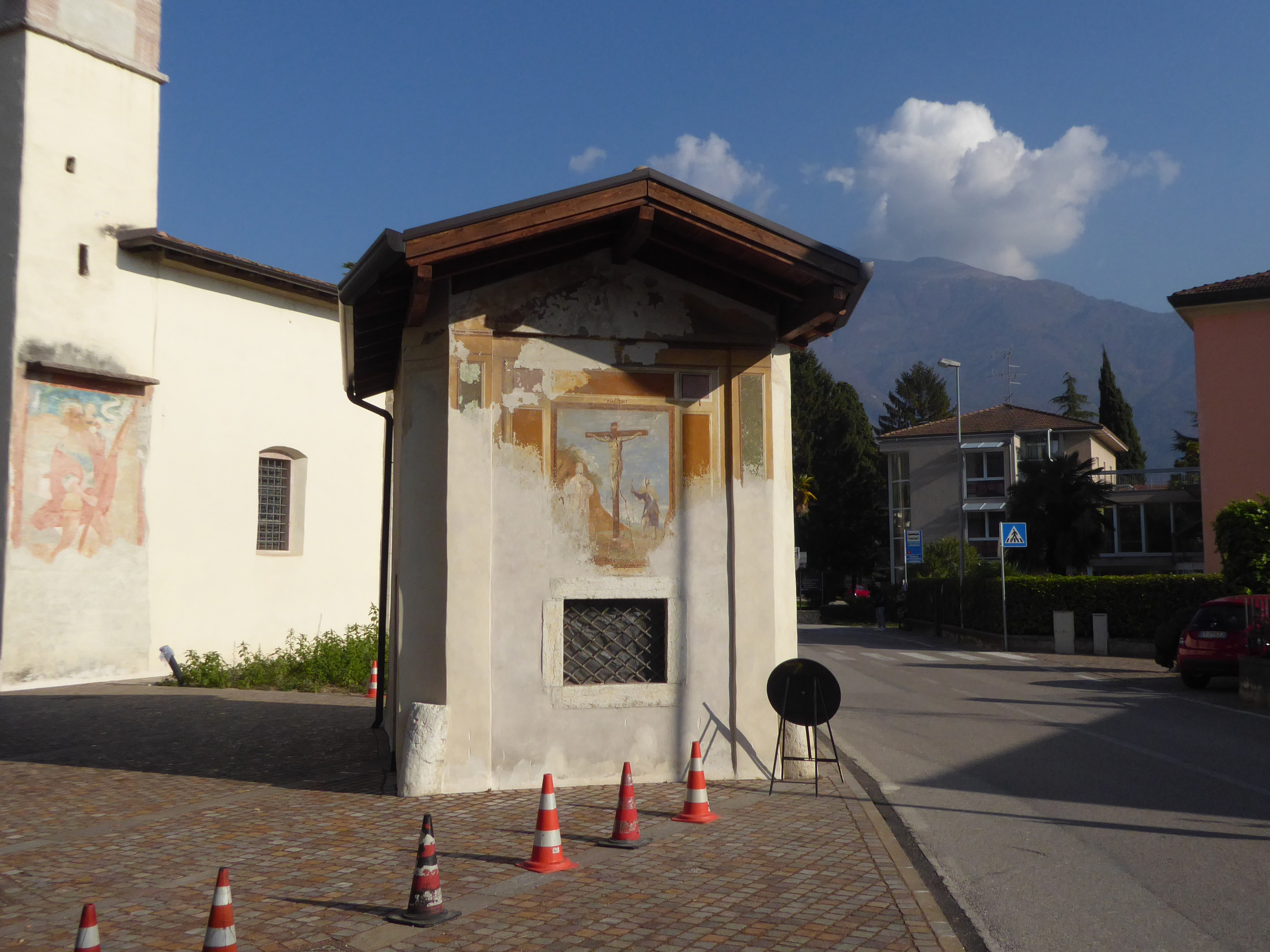
Piccola cappella della Madonna Ausiliatrice, anche nota come battistero della Madonna del Carmine

Si trova a ovest del centro storico di Arco in direzione delle altre frazioni di Vigne e Varignano sulle pendici meridionali del monte Baone.

## Storia
Anticamente la località era una frazione del comune di Romarzolo, poi lo stesso Romarzolo è divenuto frazione di Arco.

## Monumenti e luoghi d'interesse

### Architetture religiose
- Chiesa di San Marcello, parrocchiale, attestata dal XVI secolo.
- Chiesa di Sant'Antonio Abate, sussidiaria, la più antica della frazione ed attestata forse sin dal XV secolo.
- Cappella della Madonna Ausiliatrice, eretta nel 1806 e utilizzata a lungo come battistero, altro nome col quale è nota localmente. All'interno, nella piccola sala con volta a botte, le decorazioni sono opera di Giuseppe Craffonara.[3]

### Architetture civili
Nelle vicinanze si trova l'ospedale civile di Arco. Nella parte alta dell'abitato c'è una piccola piazzetta con edifici del XVI secolo. Un antico lavatoio, tipico del territorio, si trova nel cortile di una casa contadina.

### Aree naturali
La posizione geografica della frazione, che si trova sulle pendici sud del monte Baone e vicino ai grandi lastroni lasciati dall'erosione glaciale, permette passeggiate nel territorio tipicamente coltivato ad ulivo e anche di partire per escursioni più impegnative come la salita sulla vicina falesia, con pendenza discreta, o seguendo la Via del 92º Congresso (che ricorda il 92º Congresso della S.A.T. del 1986).